# Манастирище (рид)
Манастирище е планински рид в източната част на Западните Родопи, северно разклонение на Переликско-Преспанския дял, на територията на област Пловдив.
Ридът представлява северно разклонение на Переликско-Преспанския дял на Западните Родопи, отклоняващ се от него при връх Преспа (2000,4 м). Простира се от юг на север на 15 км, а ширината му е 3 км. На изток долините на Манастирска река (горното течение на Юговска река) и десният ѝ приток Крушевска река го отделят от Крушевска (северно разклонение на Переликско-Преспанския дял), а на запад долината на Джурковска река (ляв приток на Юговска река) – от Радюва планина.
Има тясно заравнено било, което на юг е разположено на височина 1500 – 1900 м, а на север се понижава до 1100 – 1200 м източните и западните му склонове са стръмни и скалисти. Изграден е от метаморфни скали – гнайси, шисти и мрамори. Обрасъл е с иглолистни (бор, ела) и широколистни (основно бук) гори. Развито горско стопанство и рудодобив (рудник „Джурково“ – оловно-цинкова руда).
В най-северното подножие на рида е разположен град Лъки, а по склоновете му селата Балкан махала, Джурково, Здравец, Лъкавица и Манастир (най-високопланинското село в България).

## Топографска карта
- Лист от карта K-35-74. Мащаб: 1 : 100 000.